# Villa Parisio
Villa Parisio – willa w Lija na Malcie. Została zbudowana w XVI w. przez rodzinę Muscati, w końcu trafiła w ręce rodzin Parisio Muscati, de Piro oraz Strickland. Jest w tej chwili siedzibą Strickland Foundation, oraz rezydencją Roberta Hornyold-Stricklanda.

## Historia
Przypuszcza się, że Villa Parisio została zbudowana w XVI w. (nie można określić dokładnej daty), jako letnia rezydencja rodziny Muscati. Najwcześniejsze wzmianki o budynku sięgają wstecz roku 1567. W 1797 willa została odziedziczona przez Paola Parisio Muscati, a po jego śmierci w 1841 przeszła w ręce żony - Antonii Muscati Xara. W końcu, drogą dziedziczenia, willa przeszła w ręce rodziny de Piro, zanim, początkiem XX w., została kupiona przez Geralda Stricklanda.
W 1943 willę odziedziczyła Mabel Strickland, która mieszkała w niej do swojej śmierci w 1988. Willa jest obecnie siedzibą Strickland Foundation, fundacji założonej w 1979 przez Mabel Strickland, promującej demokrację, prawa człowieka, wolność prasy oraz narodowe interesy Malty.
Prawa własności do willi były przedmiotem ośmioletniego sporu pomiędzy Strickland Foundation a Robertem Hornyold-Strickland, siostrzeńcem Mabel i jej spadkobiercą. W maju 2018 sąd zakończył spór. Willa pozostała w używalności fundacji, z wyłączeniem kilku pomieszczeń, do których Robert Hornyold-Strickland ma prawo dożywotniego użytkowania.

## Ogrody
Willa posiada swoje własne ogrody, zawierające drzewa pomarańczowe oraz oliwne